# French Twinks
French Twinks est un studio de pornographie gay français créé en 2013 par Antoine Lebel.

## Historique
Antoine Lebel crée le studio en juin 2013, après une dizaine d'années d'expérience dans la pornographie sur internet,. Il crée French Twinks avec un ami hétérosexuel, Jérôme Bondurand.
La société appartient à la compagnie suisse VivaLead.
« Deux ans après sa création, French Twinks affiche un catalogue de 60 acteurs et 160 vidéos X. […] La French Twinks touch ? Filmer les modèles le plus tôt possible après leur dix-huitième anniversaire. »
En 2015, le studio entreprend des tournages en collaboration avec les studios américains Dominic Ford et Helix Studios,.
En mai 2016, Antoine Lebel est interviewé sur la chaîne de télévision Canal+.
En octobre 2016, le nom du studio apparaît dans la presse régionale et nationale quand la disparition d'un de ses acteurs (sous le nom de Baptiste Garcia) est signalée,. Il est réapparu quelques jours plus tard.
En 2024, le studio n'a sortie qu'une seule vidéo. De nombreuses rumeurs annoncent la fermeture prochaine du studio. Cependant, à ce jour rien n'a été confirmé. De nombreux fans se plaignent sur internet à cause du manque de contenu, des prix qui augmentent toujours plus, certains parlent même d'arnaque.[réf. souhaitée]
À la suite du décès d'un des acteurs en 2022, un autre modèle accuse Antoine Lebel, créateur du studio d'encourager les acteurs du studios à se droguer pour les tournages. Cependant, la cause officielle de la mort de l'acteur ayant été révélé plus tard, il est confirmé qu'Antoine Lebel n'a eu aucun rôle dans le décès de cet acteur. Le studio ainsi que son créateur sont cependant vivement critiqué sur internet pour avoir laissé, encore à ce jour, les vidéos de cet acteur décédé en 2022. 
Sur Twitter, Antoine Lebel s'exprime et déclare s'être retiré pour des raisons personnelles.

## Filmographie choisie
- 2015 : Mecs virils pour jeunes minets
- 2015 : Les Patients du docteur Jordan Fox
- 2015 : Tout le monde baise Camille
- 2015 : Le Week-end de mes 18 ans
- 2015 : Minets au camping
- 2016 : Camille Kenzo aux USA
- 2016 : Fucking with the Stars
- 2018 : Traquenard en cuisine (parodie gay de l'émission de télévision)
- 2021 - Aujourd'hui : Crush

## Récompenses
- PinkX Gay Video Awards 2015 : prix du meilleur film pour Tout le monde baise Camille[12]
- PinkX Gay Video Awards 2016 : prix du meilleur réalisateur pour Antoine Lebel et Jérôme Bondurand[12]
- Cybersocket Awards 2016 : meilleure scène sexuelle pour Two Americans for a Frenchie[13]